# Tirs Pons Pons
Tirs Pons Pons (Es Mercadal, 12 d'abril 1939 - 7 d'abril 2013) va ser un polític menorquí del PSIB que fou el president del Consell Insular de Menorca entre 1983 i 1991.

## Trajectòria
Estudià magisteri i fou mestre del Col·legi Nacional Mixt d'es Castell. Promotor de l'Assemblea Democràtica de Menorca i fundador del Moviment Socialista Balear, d'on va sorgir el Partit Socialista de les Illes i el Moviment Socialista de Menorca, del que va ser membre del Secretariat del Consell d'Illa. Va pertànyer al Secretariat Polític del Partit Socialista de Menorca, pel qual fou escollit senador per Menorca a les eleccions generals espanyoles de 1979 amb la Candidatura Progressista Menorquina. Ha estat portaveu del Grup Mixt i vocal de les Comissions de Treball i Seguretat Social del Senat d'Espanya.
Ha participat en la creació del Sindicat de Treballadors de l'Ensenyament de les Illes el 1977, del que és membre del seu Consell Insular.
La legislatura 1987-1991 tingué Albert Moragues de vicepresident, que el succeí al principi de la legislatura següent. Fou elegit diputat a les eleccions al Parlament de les Illes Balears de 1983 i 1987.